# Мелгар
Мелгар (на испански: Melgar) е перуански професионален футболен отбор от Арекипа, регион Арекипа. Основан е на 25 март 1915 г. и освен, че е идин от най-старите футболни отбори в страната, той е петият най-популярен и втори сред провинциалните отбори. Играе в перуанската Примера Дивисион. Двукратен шампион на страната и носител на Копа Перу.

## История
В началото на 1915 г. група младежи решават да основат футболен отбор и го кръщават Хувентуд Мелгар в чест на родения в Арекипа перуански поет, революционер и борец за независимост от Испания Мариано Мелгар, а през юни същата година името е променено на Фут Бол Клуб Мелгар. През 1919 г. Мелгар за първи път пътува до Лима, където участва в приятелски турнир и се завръща с купата на вестник Ла Кроника. През 1930 г. за първи път отива на международно турне – в Чили, където записва една загуба от Коло Коло и четири равенства със сборни отбори на градовете Валпараисо, Кокимбо, Антофагаста и Икике. До средата на 60-те години Мелгар се състезава в регионални шампионати, но през 1966 г. първенство на Перу е реформирано и за първи път в него участват и отбори извън Лима и Калао, като един от тях е Мелгар. Той записва победа още в първия си мач в елита срещу Дефенсор Лима и в крайна сметка завършва осми от 14 отбора. Мелгар обаче изпада от първа дивизия, защото според формата на първенството през този сезон изпадат най-ниско класираният тим от Лима/Калао и трите най-ниско класирани от провинцията, а Атлетико Грау от Пиура е две места над Мелгар. След като в предишните две години отборът остава на второ място във финалната група на Копа Перу, през 1971 г. печели турнира и промоция за Примера Дивисион, като оттогава не е изпадал от елита. През 1981 г. тимът се представя изключително успешно, печелейки титлата с една точка преднина пред Университарио де Депортес, като по този начин става първият шампион на Перу от вътрешността на страната (извън регион Лима). През 1982 г. идва първото участие в турнира за Копа Либертадорес, но Мелгар не успява да се пребори с парагвайския Олимпия за първото място в предваритална група 5. През 1983 г. тимът завършва на първо място по време на редовния сезон, но в плейофната група за определяне на шампиона остава на второ място. То също дава право на участие в Копа Либертадорес, но този път представянето на отбора е далеч по-неуспешно – последно място в предварителната група след победа и пет загуби. В оставащите години до края на века най-предното класиране на Мелгар е трето място през 1992 г., а през 1998 г. участва в турнира за Копа КОНМЕБОЛ, където отпада в първия кръг (осминафинал) от ЛДУ Кито с общ резултат 6:2. И през новия век тимът не се представя по най-добрия начин и успява да се класира за международен турнир едва след петото си място през 2012 г., но и този път не успява да прескочи първия кръг на Копа Судамерикана, отпадайки от колумбийския Депортиво Пасто с общ резултат 3:2. През 2014 г. Мелгар събира най-много точки в общото класиране от двата турнира Апертура и Клаусура, но по регламент шампионът се определя в мачове между победителите в тези два турнира. За пореден път обаче участието в международен турнир – Копа Судамерикана – свършва още в първия кръг след загуба от колумбийския Хуниор с 5:0 като гост и победа с 4:0 като домакин. Втората си шампионска титла Мелгар печели през 2015 г. – годината, в която чества своята стогодишнина. През целия сезон отборът се представя добре – остава на точка от класиране за финалната фаза на Торнео дел Инка, в Апертура също остава на точка от първото място, а в последния кръг на Клаусура успява да извоюва първото място, след като влиза в него на четвърта позиция. С това първо място се класира за финалната четворка, определяща шампиона на Перу. На полуфинала побеждава Реал Гарсиласо с общ резултат 5:0, а на финала след 2:2 в първия мач срещу Спортинг Кристал и изравнително попадение три минути преди края, надделява на реванша с 3:2 с гол в последната минута на мача.

## Футболисти

### Известни бивши футболисти
- Габриел Гарсия Рейес
- Едуардо Маркес
- Емилио Кампана
- Хенаро Нейра

## Успехи
- Примера Дивисион:
  - Шампион (2): 1981, 2015
  - Вицешампион (1): 1983
- Копа Перу:
  - Носител (1): 1971
  - Финалист (2): 1969, 1970
- Кампеонато Рехионал Зона Юг:
  - Шампион (6): 1984, 1986, 1990-I, 1990-II, 1991-I, 1991-II.
- Лига Департаментал де Арекипа:
  - Шампион (6): 1965, 1967, 1968, 1969, 1970, 1971
- Лига Дистритал де Арекипа:
  - Шампион (9): 1928, 1929, 1962, 1964, 1965, 1967, 1968, 1969, 1970

## Рекорди
- Най-голяма победа:
  - в национални турнири: 8:0 срещу Колехио Насионал Икитос, 1967 г.
  - в международни турнири: 4:0 срещу Хуниор, 18 август 2015 г.
- Най-голяма загуба:
  - в национални турнири: 7:1 срещу Университад де Сан Мартин, 13 август 2005 г.
  - в международни турнири: 5:0 срещу Хуниор, 12 август 2015 г.
- Най-много голове: Хенаро Нейра – 138